# Пецалунга (Напуљ)
Пецалунга је насеље у Италији у округу Напуљ, региону Кампанија.
Према процени из 2011. у насељу је живело 585 становника. Насеље се налази на надморској висини од 33 м.